# 大沢基清
大沢 基清（おおさわ もときよ）は、江戸時代中期の高家旗本。持明院基禎の子。通称は八丸、左京。官位は従五位下・侍従、下野守。

## 略歴
正徳3年（1713年）6月29日、兄・大沢基貫の末期養子として、家督を相続する。同年7月11日、7代将軍・徳川家継に御目見する。
享保15年（1730年）12月15日、高家職に就き、従五位下・侍従・下野守に叙任する。
元文5年（1740年）7月12日、死去。享年50。

## 系譜
子女は2男2女。
- 父：持明院基禎
- 母：不詳
- 養父：大沢基貫（兄）
- 正室：渋江胤直娘
  - 長男：大沢基業
- 生母不明の子女
  - 男子：松平基春